# Lee Travis
Lee Walter Travis è un personaggio dei fumetti DC Comics, creato da Jim Chambers. Comparve per la prima volta in Detective Comics n. 20 (ottobre 1938). È un combattente del crimine mascherato dell'Universo DC e il primo ad utilizzare il nome di Crimson Avenger.

## Storia
Crimson Avenger aveva numerose similitudini con Il Calabrone Verde, inclusa una spalla di nome Wing, un valletto asiatico, ed una pistola a gas che utilizzava per sopraffare i suoi avversari. Inizialmente si vestiva con un trench rosso, un cappello fedora, ed una maschera rossa che gli copriva il volto; eccetto il rosso, era visibilmente somigliante all'Uomo Ombra. Successivamente, quando i supereroi divennero qualcosa di molto più popolare che semplici vigilanti mascherati, il suo costume cambiò verso uno stile più supereroistico: calzamaglia rossa, stivali gialli, tipici slip da eroe, una cresta, ed il simbolo del "sole" che di recente si scoprì essere un foro di pallottola stilizzato. Alcuni mesi più tardi, Crimson Avenger ebbe il suo debutto come membro dei Sette Soldati della Vittoria in Leading Comics n. 1.

## Origini
Vi furono due versioni delle origini di Crimson Avenger, ognuna delle quali completa l'altra in alcuni punti, ma che si contraddice in altri. La prima storia delle origini comparve in Secret Origins n. 5, e fu scritto da Roy Thomas, con illustrazioni di Gene Colan. Ambientato nel tarso ottobre 1938, narra la storia di Lee Walter Travis, un membro dell'Abraham Lincoln Brigade durante la Guerra Civile Spagnola, e giovane editore del Globe-Leader, un giornale devoto alle cause progressive, come il supporto alle vittime della guerra in Asia. Per quanto fosse un lavoro duro trasmettere su carta il pensiero dell'editore, Travis sembrò devoto a vendere il giornale e casa sua alla società, qualità che non vennero ignorate dalla collega giornalista Claudia Barker, che intervistò Travis, per il Downtowner Magazine, e Wing How, il valletto e autista di Travis. Wing, in particolare, era molto loquace riguardo al proprio disgusto per la predilezione dell'America bene nella risoluzione dei problemi, come la guerra in Asia, con campagne e eventi di carità.
Tutto questo cambiò con un ballo in maschera tenuto alla tenuta Van Gilder la sera di Halloween. Vestito con un costume ordinato al suo segretario, Lee Travis fece la sua prima comparsa come Crimson Avenger nella notte del famoso intervento radiofonico di Orson Welles de La Guerra dei Mondi. Avendo avuto nota della trasmissione alla radio, alcuni delinquenti vestiti da alieni entrarono di straforo alla tenuta Van Gilder al fine di creare panico, e derubare la festa dei fondi ricavati per le vittime della guerra in Asia. Nella battaglia conseguente, Claudia Barker venne colpita da un colpo di pistola, mentre uno dei criminali tentò di rubare il suo accendino d'oro.
Tenendo la donna morente tra le sue braccia, Travis sentì le sue ultime parole "Qui Vindicet Ibit". Lee Travis, infuriato, seguì i criminali nella sua limousine, mentre il discorso di Welles andava avanti, mettendo tutta la nazione in un forte stato di panico. Con Wing alla guida, Crimson scambiò alcuni colpi di pistola con i ladri in costume, guidandoli verso un fosso. Abilmente assistito da Wing, Crimson riuscì a sottomettere i criminali e a ritrovare il denaro. Tra la refurtiva si trovava l'accendino d'oro di Claudia con l'iscrizione "Qui Vindicet Ibit", che in latino significa "Verrà il Vendicatore". Quando giunse la polizia, Travis e How se ne andarono in un attimo, lasciando detto che un misterioso "vendicatore cremisi" fermò i ladri, e dando a Travis uno scopo significante alla sua vita.
La seconda, o più estesa, origine comparve in Golden Age Secret Files and Origins n. 1 (2001). In questa storia, Lee Travis era un uomo stanco della guerra nel mondo, che cercava di dimenticare gli orrori delle guerre ed era in cerca di un po' di pace mentale. Così si trasferì per qualche tempo nella città ad est di Nanda Parbat (familiare ai fan di Deadman). Qui, gli fu descritta la futura carriera di Superman dalla dea Rama Kushna. Gli atti di Superman e il suo altruismo ispirarono Lee a ridedicarsi ai suoi talenti, e la sua morte per mano di Doomsday portò Lee a passare la sua vita a vendicare la memoria di Superman, addirittura anni prima che nascesse. Quando Lee ritornò alla civiltà, scoprì che nel mondo erano passati all'incirca dieci anni, al che ritornò sulle strade come Crimson, e successivamente come Crimson Avenger.
La prima comparsa di Superman come eroe in costume in Action Comics n. 1 viene accreditata come l'inizio della Golden Age dei fumetti, ma questo fu rimosso dalla continuità durante la Crisi sulle Terre infinite. La seconda origine di Travis ristabilisce Superman come l'ispirazione per tutti combattenti del crimine in costume.
L'aggiunta del viaggio nel lontano oriente di Travis rievoca le origini di altri eroi pulp degli anni trenta, come l'Uomo Ombra, Dottor Occult, e il Lama Verde. Il fatto che ritornò in occidente senza nessuna speciale abilità - solo ispirazione e determinazione - è una storia che ritorna ai cliché pulp.

## Mini serie del 1988
Nel 1988, Crimson Avenger comparve in una miniserie di 4 numeri di Roy e Dann Thomas, Greg Brooks e Mike Gustovich. Ambientato poco dopo il debutto di Crimson negli ultimi giorni del 1938, la storia si rivolse intorno alle sempre più crescenti ostilità globali, dato che il Giappone si stava avvantaggiando sulla Cina, la Germania si muoveva verso l'Europa orientale, e l'esitazione dei futuri alleati di entrare in azione. Crimson si ritrovò nel mezzo di un complotto che non afferrò del tutto, con donne straniere enigmatiche, strano oggetti, e cospiratori ombrosi che gli giravano attorno.
Questa serie fu una celebrazione del 50º anniversario del debutto del personaggio - e di tutti gli uomini del mistero in generale.

## Giorni finali
In un autoconclusivo da titolo "Whatever Happened to the Crimson Avenger?" che comparve in DC Comics Presents n. 38, Lee travis scoprì di soffrire di una malattia terminale incurabile. Nella sua camera d'ospedale, rimuginando su questa situazione, Travis notò una nave che trasmetteva il messaggio di SOS con le luci. Avvertendo il pericolo, Travis indossò il suo costume un'ultima volta e si diresse ad investigare. Scoprì che la nave era stata presa da alcuni criminali che cercarono di rubarne il carico di esplosivo instabile fatto di rifiuti tossici, e il capitano cercava aiuto. Travis si batté contro i criminali, ma non riuscì a prevenire che una granata accendesse un fuoco che minacciava un'esplosione massiccia. Sapendo che sarebbe morto lo stesso, Avenger fece evacuare la nave mentre la pilotava verso una destinazione sicura e fu presumibilmente ucciso, con la soddisfazione di essersene andato eroicamente e in modo spettacolare. Quando l'equipaggio raggiunse la costa e fu chiesto loro dalla polizia chi li salvò, il capitano disse che non vide mai la faccia del loro salvatore. Si può presumere che nessuno seppe dove scomparve Lee Travis, o che Crimson Avenger fu il responsabile della salvezza della città, anche se il suo nome fu ricordato da una donna spagnola i cui figli furono salvati da una caduta, sulla strada che portò l'eroe ad investigare sulla petroliera.

## Leggenda
Tuttavia, la leggenda di Crimson Avenger non morì, grazie all'eroica azione di quella notte. Sulla via per la petroliera, salvò un giovane che cadde dalla finestra di un appartamento e lo riportò da sua madre. La donna gli promise di raccontargli dell'uomo che una volta lo salvò, che lui era abbastanza grande da ricordare.
Grant Morrison ristabilì in numerose storie della Justice League che la maschera originale, il cappello e l'impermeabile di Crimson Avenger, venivano indossati ogni qualvolta un nuovo membro si univa alla JLA. Tutto questo in suo onore per essere stato, con le parole di Martian Manhunter, "il primo della nostra specie". Questo rituale è utilizzato probabilmente anche dalla Justice Society of America.

## In altri media
- Avenger ebbe numerose comparse, senza battute, negli episodi della serie animata Justice League Unlimited, a parte dei piccoli ruoli negli episodi "Piccolo Maialino" e "Senso Patriottico", comparendo al fianco dei Sette Soldati della Vittoria.
- In "Piccolo Maialino" venne chiamato da B'wana Beast perché lo aiuti a trovare Wonder Woman, che in quell'episodio, fu trasformata in un maialino. Andò in una casa e, mentre attaccava dei volantini che dicevano "Hai mai visto questo maiale?", egli disse, "Mi scusi signore, sto cercando un maiale". L'uomo gridò alla moglie "Gladys, è per te!".
- In "Senso Patriottico", dopo che Freccia Verde ebbe chiamato Mr. Terrific perché gli mandasse dei rinforzi, dato che lui e la sua squadra stavano perdendo contro Wade Eiling, Mr. Terrific inviò Speedy e Crimson Avenger. Subito, Avenger attaccò il Generale con la sua pistola a gas, che lo rallentò un po'. Dopo che Eiling smise di tossire a causa del gas, sbatté le mani e subito una grande forza si schiantò contro Crimson Avenger, spingendolo da parte e mettendolo K.O. una volta che colpì il terreno. Lo si vide successivamente mentre restituiva a Stargirl la sua asta magica mentre veniva caricato su un'ambulanza. Nell'episodio, il suo costume fu leggermente diverso da quello precedente. In "Piccolo Maialino", la sua maschera aveva i buchi per gli occhi, indossava una cravatta nera e ogni lato della collottola del suo impermeabile era legato con uno strappo. In "Senso patriottico", la maschera copre i suoi occhi, la sua cravatta è scomparsa e la sua collottola non è più legata con uno strappo, in quanto non è visibile.
- Nel n. 33 del fumetto di Justice League Unlimited, Avenger ha un ruolo importante, al fianco di Stargirl. Questa incarnazione di Avenger è molto più matura di molti dei suoi colleghi della JLA, ma non così vecchia da non aver potuto operare negli anni trenta (sembra avere più o meno 50 anni). Non ha nessun potere, ma è un abile detective e un eccellente pistolero con entrambe le mani.
- Nel fumetto Batman: Detective n. 27 di Michael Uslan, e pubblicato dalla Elseworld, Crimson Avenger comparve come parte di un ordine di detective che includeva Alfred Pennyworth e Sam Spade, dove tentarono di reclutare Bruce Wayne.
- In The League of Extraordinary Gentlemen: Black Dossier, si menzionò che Crimson Avenger conobbe Allan Quatermain e Mina Murray durante l'auto esilio dei due dalla Gran Bretagna durante gli anni del governo Socing. Si vede una foto di Allan e Mina in piedi accanto al secondo costume di Avenger.
- Crimson Avenger comparve nel fumetto Justice League of America 80-Page Giant n. 1 (novembre 2009) in una storia dal titolo Zatanna & Black Canary in Fishnet Femmes Fatales!, quando le due eroine furono sbalzate indietro nel tempo dal super criminale Epoch.